# SS brigáda Družina
SS brigáda Družina (další názvy 1. ruská národní brigáda SS, Družina číslo 1, rusky 1-я русская национальная бригада СС, Дружина № 1), byl útvar zbraní SS složený z dobrovolníků naverbovaných ze zajatých sovětských vojáků v průběhu Druhé světové války. Plnila bezpečnostní úkoly na okupovaném území SSSR a operovala proti sovětským partyzánům. Brigáda v srpnu 1943 přešla na sovětskou stranu a dále působila pod názvem 1. antifašistická partyzánská brigáda (rusky 1-я Антифашистская партизанская бригада) a bojovala s německými bezpečnostními silami a také s RONA.  

## Oficiální názvy
- Červen 1942 (od vzniku) 1. ruský národní oddíl SS (Družina číslo 1),
- od března 1943 1. ruský národní pluk SS,
- od května 1943 1. ruská národní brigáda SS,
- od srpna 1943 1. antifašistická partyzánská brigáda.

## Vznik útvaru
Jednotka vznikla v roce 1942 ve městě Pskov jako jednotka pověřená propagandistickým vysíláním zpráv do SSSR. Dále také byli německou bezpečnostní službou SD verbováni sovětští vojenští zajatci pro akce v týlu sovětských vojsk. 
V dubnu 1942 zajateckém táboře Suwalki pod kontrolou německé správy vznikl Bojový svaz ruských nacionalistů, který byl řízen VI. úřadem RSHA (zahraniční zpravodajská služba SS) v rámci tzv. organizace Zeppelin. 
V červnu 1942 byla zformována jednotka z Bojového svazu ruských nacionalistů, která dostala název 1. ruský národní oddíl SS (také známý jako Družina číslo 1) čítající asi 500 lidí. Jeho prvním velitelem byl Vladimir Vladimirovič Gil vystupující také pod jménem Rodionov. Oddíl tvořily tři roty po asi 100 lidech, dále týlové a hospodářské jednotky. 1. rota vznikla z bývalých velitelů Rudé armády a sloužila jako záloha pro výcvik nových jednotek. Národnostní složení bylo pestré a byly zde zastoupeny nejrůznější národnosti SSSR - Tataři, Udmurti, Ukrajinci, Bělorusové a další. 
Vojáci obdrželi bývalé stejnokroje československé armády s označením Zbraní SS s nárameníky podle vlastního návrhu. Na manžetách důstojnických uniforem byla černá stuha s nápisem "Za Rus!" (rusky За Русь!). Oddíl byl vyzbrojen puškami, 150 samopaly, 50 lehkými a těžkými kulomety a 20 minomety.

## Zvláštní jednotka SD
Oddíl byl zprvu formován jako záškodnický útvar, který měl provádět sabotáže v sovětském týlu, neboť Němci byli přesvědčení, že komunistický Sovětský svaz se brzy zhroutí a tyto jednotky tomu měly napomáhat. Zpočátku byl oddíl umístěn v polském městě Parczew a posléze na speciální základně v lesích poblíž města. Skupiny vytvořené z příslušníků oddílu byly vysazovány jako sabotéři do sovětského zázemí.  
Jedna taková skupina ve složení ze 4 lidí, kterou lze považovat za typickou, byla 6. října 1942 vysazena jako padákový výsadek u města Chvalynsk v Saratovské oblasti. Záškodníci byli vyzbrojeni dvěma pistolemi, třemi granáty německé výroby a každý člen skupiny měl finský nůž. Dále pro plnění úkolů měli k dispozici rádiovou stanici, výbušniny, termitový prach, 200 000 sovětských rublů a protisovětské letáky. Brigáda byla ihned po přistání likvidována sovětskými bezpečnostními složkami. 
Oddíl plnil také bezpečnostní funkce a účastnil se operací proti polským partyzánům pod vedením Einsatzgruppe B. S ohledem na rozmach partyzánského hnutí v okupovaných částech SSSR byla pak jednotka používána k protipartyzánským operacím.  

## Výstavba jednotky
V prosinci 1942 byl v táboře Stalag-319 poblíž města Lublin zformován 2. ruský národní oddíl SS (Družina č. 2) v počtu 300 osob pod velením bývalého kapitána Rudé armády A. Blaževiče. V březnu 1943 byly obě Družiny zformovány do 1. ruského národního pluku SS, jehož velitelem byl V. V. Gil a náčelníkem štábu Blaževič. Pluk dosáhl doplněním dalším personálem stav 1 200 mužů (150 důstojníků). Skládal se ze tří střeleckých a jednoho výcvikového praporu, dělostřeleckého praporu a dopravní roty. Byl vyzbrojen 60 děly, 18 minomety, 95 kulomety a více než 200 automatickými zbraněmi. V pluku byla vytvořena vnitřní kontrarozvědka „Výstražná služba“, jejímž šéfem byl jmenován bývalý generálmajor Rudé armády P. V. Bogdanov. Vrchním představitelem SD v brigádě byl SS-Obersturmbannführer Appel. Jeho hlášení o stavu brigády z 23. dubna 1943:
| „                                                                 | Situace v Družině vyžaduje zásah vyšších instancí… Družina se vyvíjí směrem, který je charakteristický pro Rusy s jejich iluzemi o vlastní velikosti. Zároveň byla zaznamenána rostoucí nespokojenost namířená proti Německu… Vojáci v Družině jsou pod vlivem Rusů poflakujících se po táboře, vedou svobodný život banditů, pijí a jedí do sytosti a nepřemýšlejí vůbec o nadcházející činnosti Družiny. Tato situace vytváří nebezpečí pro politiku říše. | “ |
| — SS-Obersturmbannführer Appel, vojenské hlášení o stavu jednotky | |   |

Na základě tohoto hlášení byla provedena inspekce jednotky s cílem odstranit Gila z vedení jednotky. Ten si svoje místo však udržel, ale musel dál k dispozici část svých vojáků SD.
S ohledem na ztráty brigády byla v květnu 1943 provedena mobilizace místního obyvatelstva a zajatců. Doplnění personálem pak umožnilo vytvoření 1. ruské národní brigády, která v červnu 1943 dosáhla početního stavu 3 000 mužů. Brigáda byla vyzbrojena pěti 76mm děly, deseti 45mm protitankovými děly, 8 praporovými a 32 rotními minomety a 164 kulomety. 

## Operace proti sovětským partyzánům
V polovině srpna 1942 byla Družina číslo 1 přemístěna do Smolenska, kde bojovala s partyzány. Zúčastnila se také operace Hornung v únoru 1943. V květnu 1943 byla na území Vitebské oblasti, jižně od Polocka, pluku přidělena zvláštní zóna pro akce proti partyzánům. Brigáda se dále zúčastnila řady velkých protipartyzánských operací v území vymezeném městy Biahoml-Lepel, tzv. operace Cottbus. Jednotce jsou přičítány válečné zločiny spojené s protipartyzánskými operacemi, a to vypalování vesnic, rabování a vraždění civilního obyvatelstva. Tyto spáchané zločiny také ovlivnily morální stav jednotky a německé velení se začalo obávat o spolehlivost vojáků. Trestné výpravy proti obyvatelstvu, prováděné na příkaz německého velení, a organizované útoky partyzánských uskupení zvýšily touhu vojáků a důstojníků brigády přejít na stranu partyzánů.
Rok 1943 v protisovětském hnutí znamenal krizi způsobenou porážkami wehrmachtu na frontě, tvrdou německou okupační politikou a nesplněnými sliby. Protiněmecká, nebo protifašistická, agitace tak padala na úrodnou půdu a velitel divize Gil se rozhodl přejít na stranu sovětů.

## 1. Antifašistická partyzánská brigáda
S ohledem na to, že brigáda podnikala sabotážní akce v sovětském zázemí, věnovaly jí sovětské bezpečnostní složky velkou pozornost. Úkol přetáhnout brigádu na sovětskou stranu byl vytýčen na podzim roku 1942. Za tímto účelem partyzánské brigády z Mogilevské oblasti navázaly kontakt s příslušníky brigády SS Družina. Prvním výsledkem rozvratné propagandy byl přechod 75 lidí dne 26. listopadu 1942.   
Major Blaževič, člen užšího velení Družiny, údajně navázal styk se sovětskou rozvědkou a postupně získával v jednotce vliv, pod který se dostal i Gil. Díky cílenému rozvracení jednotky došlo k napjaté situaci a SD hodlala situaci vyřešit výměnou velení včetně Gila. Gil se snažil v jednotce udržet kázeň a nechal na podnět Bogdanova 18. dubna 1943 zastřelit 13 příslušníků jednotky za poslech sovětského rozhlasu.
Sovětská rozvědka se obávala, že brigáda by mohla sloužit jako základ pro rozvoj Ruské osvobozenecké armády, a proto sovětští partyzáni obdrželi rozkaz zničit ji za každou cenu. Skutečnost však byla taková, že velitelé brigády SS Družina se odmítli podřídit vedení ROA, protože v jeho programu nebyl obsažen boj proti světovému Židovstvu a židomilným komisařům. Do jaké míry na tento postoj měla vliv rozkladná sovětská propaganda nebo jejich ideologická indoktrinace od Němců, nelze posoudit. 
Když se v srpnu 1943 už začala rýsovat porážka nacistického Německa, vyměnil Gil prapor s umrlčí lebkou za rudý. Převrat v jednotce proběhl 13. srpna 1943 (16. srpna 1943 podle ruské wikipedie). Velitel Gil s příslibem amnestie po dohodě s partyzány zavedl vědomě brigádu do nastražené léčky, ráno zatkl velitele kontrarozvědky Bogdanova a odstavil z velení bílé emigranty. Německý řídící štáb brigády byl postřílen, ale 30 důstojníkům a asi 500 vojákům se podařilo probít z léčky zpět. Zbývající zatčení důstojníci byli předání Partyzánské brigádě Železňak, která je předala sovětské bezpečnostní službě NKGB. Po výsleších byli uvězněni v Moskvě a následně popraveni. Případ Družiny a její změny strany tak komplikoval práci všem ostatním útvarům, neboť byly německým velením považovány za nespolehlivé a došlo k odsunu dobrovolníků do okupované Francie. 
Většina Družiny souhlasila s přechodem k partyzánům. Jednalo se o 106 důstojníků, 151 poddůstojníků a 1 175 vojáků. Odnesli s sebou 10 děl, 23 minometů, 77 kulometů, ruční zbraně, 12 radiostanic a další vybavení a vojenský majetek. Zbývající personál byl následně začleněn do ROA a dalších útvarů východních dobrovolníků. 
17. srpna 1943 jednotky brigády zničily německé spojovací velitelství ve městě Dokšycy. V Lužkách se místnímu německému veliteli podařilo odzbrojit vzbouřené bojovníky a nedal jim příležitost přejít k partyzánům. Další akcí bylo zničení železniční stanice Krulevščina (rusky Крулевщина, Витебская область), kde brigáda zlikvidovala více než 600 nepřátelských vojáků a důstojníků.
18. srpna Němci odpověděli rychlou protiakcí. Jejich síly s podporou tanků a letadel obklíčily novopečené partyzány. Gil vydal rozkaz ustoupit přes řeku Ponja (rusky Поня) a zaujmout obranu v tomto sektoru. Jeho brigádě se tento riskantní manévr zdařil a na rozlehlém území Gil vyhlásil partyzánský kraj pod sovětskou vládou. Sovětská propaganda o tomto kraji hodně psala, aniž se pokoušela vysvětlovat, kde se najednou vzal. 
21. září 1943 brigáda zaútočila na německou posádku ve městě Zembin, kde bylo zabito větší množství německých vojáků a zničeny významné vojenské objekty. Od konce podzimu byla brigáda umístěna v prostoru Polock-Lepel, ve kterém operovalo 16 partyzánských brigád čítajících více než 17 tisíc lidí.
Gilovi podřízení byli prověřeni sovětskou bezpečností a bylo odhaleno 23 nepřátelských agentů. Brigáda byla následně posílena prověřenými komunisty a členy Komsomolu. Ústřední výbor Komunistické strany Běloruska schválil jako politického komisaře brigády Ivana Matvejeviče Timčuka, pozdějšího Hrdinu Sovětského svazu.
Od prosince 1943 až do konce června 1944 sváděla brigáda urputné boje proti jednotkám německých sil. 11. dubna 1944 zahájilo německé velení, zahrnující jednotky Wehrmachtu, policie a SS, policejní a vojenskou operaci Svátky jara mající za cíl zlikvidovat partyzánská uskupení v týle německé třetí tankové armády. O protipartyzánských bojích této brigády ve svém díle Souostroví GULAG uvádí Alexander Solženicyn následující citát, který dokresluje bezvýchodnost situace ruských dobrovolníků v německých službách:
| „                              | A kohopak vrhli Němci proti „rodionovcům“? No přece Kaminského brigádu! V květnu 1944 nasadili ještě 13 svých divizí, aby celý „partyzánský kraj“ likvidovali. Tak chápali Němci všechny ty tříbarevné kokardy, svatojiřský kříž a ondřejský znak s bílým polem. Ruský a německý jazyk si byly navzájem nepřeložitelné, nesrozumitelné. | “ |
| — Alexandr Isajevič Solženicyn | |   |

Začátkem května 1944 partyzánské jednotky pod vedením Gila v této operaci utrpěly značné ztráty a jejich zbytek o velikosti 300 mužů se dostal do obklíčení u osady Nakol. V bitvě byli všichni partyzáni pod jeho velením pobiti. Podle tehdejších německých zpráv byl Gil zastřelen vlastními spolubojovníky. Podle ruské wikipedie byl 5. května 1944 vážně zraněn minou při pokusu prorazit z obklíčení. Zemřel 14. května 1944 na následky zranění (český pramen však udává zimní období). Po této události brigáda přestala existovat. Všichni zbývající členové jednotky byli v SSSR uvězněni a postupně zlikvidováni.